# Belgische verkiezingen 1919
De Belgische wetgevende verkiezingen van zondag 16 november 1919 zijn de eerste Belgische verkiezingen na de Eerste Wereldoorlog. De Kamer en Senaat werden volledig vernieuwd.
Het zijn tevens de eerste verkiezingen die verlopen onder algemeen enkelvoudig stemrecht voor mannen. De loyale houding van de socialisten tijdens de oorlog en de Russische Revolutie van 1917 leidden tot een akkoord tussen de koning en de vertegenwoordigers van het Nationaal Hulp- en Voedingscomité, gesloten op het kasteel van Loppem. De daaropvolgende verkiezingen, die van 1919, verlopen reeds volgens de nieuwe regels. Aangezien dit strikt gezien een ongrondwettelijke situatie is, spreken de conservatieven over 'de staatsgreep van Loppem'. 
Beide Kamers van het parlement waren automatisch ontbonden bij verklaring tot herziening van de Grondwet, goedgekeurd in de Kamer op 8 oktober 1919 en in de Senaat op 15 oktober 1919. Met name artikel 47, dat het cijnskiesrecht vastlegde, maar ook vele andere artikels werden ter herziening verklaard.

## Kamer
Aan deze verkiezingen namen nieuwe bewegingen deel, die zijn ontstaan naar aanleiding van de voorbije oorlog: de Frontpartij (in Oost-Vlaanderen op geapparenteerde kartellijsten met de Daensisten), het Belgisch-nationalistische Ligue de la Renaissance nationale van Pierre Nothomb, en een partij van oud-strijders.
Na de verkiezingen bleek de vooroorlogse absolute meerderheid van de katholieken gebroken. De katholieke en socialistische blokken zijn bijna even groot. De katholieken zijn echter verdeeld: de Vlaams- en democratisch-gezinde katholieken vormen een aparte fractie in de Kamer. De liberalen zitten - zoals ze overigens zelf hoopten - op de wip tussen de twee grote partijen. Voortaan zullen er coalities worden gevormd. Aansluitend op de verkiezingen werd echter eerst een regering van nationale eenheid Delacroix II gevormd.
| Partij | Partij                 | Kamer van volksvertegenwoordigers | Kamer van volksvertegenwoordigers | Kamer van volksvertegenwoordigers | Kamer van volksvertegenwoordigers |
| Partij | Partij                 | Stemmen                           | %                                 | Zetels                            | Zetels +/-                        |
| ------ | ---------------------- | --------------------------------- | --------------------------------- | --------------------------------- | --------------------------------- |
|        | Katholieken            | 655.974                           | 37,23%                            | 73                                | -26                               |
|        | BWP                    | 645.124                           | 36,62%                            | 70                                | +30                               |
|        | Liberalen              | 310.876                           | 17,65%                            | 34                                | -11                               |
|        | Frontpartij/Daensisten | 60.814                            | 3,45%                             | 5                                 | +5                                |
|        | Middenstand            | 19.939                            | 1,13%                             | 1                                 | +1                                |
|        | Renaissance nationale  | 18.546                            | 1,05%                             | 1                                 | +1                                |
|        | Oud-strijders          | 19.075                            | 1,08%                             | 2                                 | +2                                |
|        | Overige                | 31.454                            | 1,79%                             | 0                                 | -2                                |
| Totaal | Totaal                 | 1.761.802                         | 100%                              | 186                               | -                                 |

## Senaat
In de Senaat lagen de kaarten anders. Hoewel ook hier het algemeen enkelvoudig stemrecht gold, waren de (fiscale) voorwaarden om verkozen te kunnen worden nog niet aangepast. De socialistische BWP vond onvoldoende geschikte kandidaten: zij diende slechts kieslijsten in voor zes van de achttien kiesarrondissementen. In het arrondissement Brugge waren er zelfs even veel effectieve kandidaten (één katholiek en één Ligue nationale) als er zetels waren te verdelen.
Waar de BWP wel opkwam, waren er bovendien meerdere kandidaten die niet aan de hoge cijnsvoorwaarden voldeden. Acht rechtstreeks verkozen socialistische senatoren waren te arm om te mogen zetelen. De Senaat verklaarde hun zetels vacant, zodat er nieuwe verkiezingen nodig waren in de kiesarrondissementen Brussel (4 zetels), Antwerpen (2), Gent-Eeklo (1) en Bergen-Zinnik (1). Deze werden uiteindelijk als volgt verdeeld: vier voor de katholieken, twee voor de liberalen en twee voor de socialisten. Het was de laatste keer dat een Senaatsverkiezing moest worden overgedaan.
Daarnaast was er de anomalie dat de provincieraden, die 27 provinciale senatoren moesten aanduiden, nog waren samengesteld conform de provincieraadsverkiezingen van 1910 en 1912. 
Uiteindelijk had de Katholieke Partij nog steeds een absolute meerderheid in de Senaat.
| Partij | Partij      | Senaat    | Senaat | Senaat |
| Partij | Partij      | Stemmen   | %      | Zetels |
| ------ | ----------- | --------- | ------ | ------ |
|        | Katholieken | 685.041   | 43,30% | 43     |
|        | BWP         | 388.011   | 24,53% | 20     |
|        | Liberalen   | 490.046   | 30,98% | 30     |
|        | Overige     | 18.914    | 1,20%  | 0      |
| Totaal | Totaal      | 1.582.012 | 100%   | 93     |

In Brussel was Alexandre Braun lijsttrekker van lijst 1 (katholieken).

## Verkozenen
- Kamer van volksvertegenwoordigers (samenstelling 1919-1921)
- Samenstelling Belgische Senaat 1919-1921

## Regeringsvorming
Na de verkiezingen werd de regering-Delacroix II gevormd.